# Монтеджо
Монтеджо (італ. Monteggio) — колишня громада  в Швейцарії в кантоні Тічино, округ Лугано. 2021 року громади Крольйо, Монтеджо, Понте-Треза і Сесса об'єдналися в громаду Треза.

## Історія
Монтеджіо вперше згадується у 1466 році як да Монтеджіо. До 1819 року нинішній центр села називався Альбіо. Назва походить від укріпленої резиденції капітанства Сесса, руїни якої знаходяться на місці каплиці Святого Адальберто (перша згадка 1428 року), розташованої в Кастелло. У середні віки історія Монтеджо була тісно пов'язана з родиною Сесса. 
Громади в долині Трези (Монтеджо, Понте Треза і Крогліо) отримали особливі привілеї, оскільки вони мали особливі військові та оборонні зобов'язання. Податкові пільги, надані в 14 столітті герцогом Міланським, були підтверджені в 1513 році Швейцарською Конфедерацією. Релігійно Монтеджо належить до парафії Сесса. У минулому в Монтеджо працювало багато галузей промисловості, зокрема цегельні, млини, молоткові млини, рибальство та лісопильня. До середини 19-го століття поблизу села видобували торф і працював ливарний завод. В останні кілька десятиліть в муніципалітеті розташувалися різні комерційні та промислові підприємства. 

## Географія
Громада розташована на відстані близько 150 км на південний схід від Берна, 28 км на південний захід від Беллінцони.
Монтеджо має площу 3,4 км², з яких на 24% дозволяється будівництво (житлове та будівництво доріг), 27,9% використовуються в сільськогосподарських цілях, 44,7% зайнято лісами, 3,3% не є продуктивними (річки, льодовики або гори).

## Демографія
2019 року в громаді мешкало 849 осіб (-2,5% порівняно з 2010 роком), іноземців було 25,7%. Густота населення становила 253 осіб/км².
За віковим діапазоном населення розподілялося таким чином: 15,9% — особи молодші 20 років, 55,8% — особи у віці 20—64 років, 28,3% — особи у віці 65 років та старші. Було 388 помешкань (у середньому 2,2 особи в помешканні).
Із загальної кількості 693 працюючих 35 було зайнятих в первинному секторі, 509 — в обробній промисловості, 149 — в галузі послуг.